# 1570
Năm 1570 (số La Mã: MDLXX) là một năm thường bắt đầu vào ngày Chủ nhật trong lịch Julius.

## Sự kiện

### Tháng 8
- Mạc Kinh Điển dẫn đại quân tấn công Thanh Hóa

### Tháng 10
- Quân Mạc và Hậu Lê giao chiến tại Bảo Lạc và Long Sùng